# Serrat del Migdia
El Serrat del Migdia és una muntanya de 1.108 metres que es troba al municipi de la Quar, a la comarca catalana del Berguedà.